# État russe
 (octobre 2024).
Le contenu est difficilement compréhensible vu les erreurs de traduction, qui sont peut-être dues à l'utilisation d'un logiciel de traduction automatique.
 (octobre 2024).
La mise en forme du texte ne suit pas les recommandations de Wikipédia : il faut le « wikifier ».
Les points d'amélioration suivants sont les cas les plus fréquents. Le détail des points à revoir est peut-être précisé sur la page de discussion.
- Les titres sont pré-formatés par le logiciel. Ils ne sont ni en capitales, ni en gras.
- Le texte ne doit pas être écrit en capitales (les noms de famille non plus), ni en gras, ni en italique, ni en « petit »…
- Le gras n'est utilisé que pour surligner le titre de l'article dans l'introduction, une seule fois.
- L'italique est rarement utilisé : mots en langue étrangère, titres d'œuvres, noms de bateaux, etc.
- Les citations ne sont pas en italique mais en corps de texte normal. Elles sont entourées par des guillemets français : « et ».
- Les listes à puces sont à éviter, des paragraphes rédigés étant largement préférés. Les tableaux sont à réserver à la présentation de données structurées (résultats, etc.).
- Les appels de note de bas de page (petits chiffres en exposant, introduits par l'outil «  Source ») sont à placer entre la fin de phrase et le point final[comme ça].
- Les liens internes (vers d'autres articles de Wikipédia) sont à choisir avec parcimonie. Créez des liens vers des articles approfondissant le sujet. Les termes génériques sans rapport avec le sujet sont à éviter, ainsi que les répétitions de liens vers un même terme.
- Les liens externes sont à placer uniquement dans une section « Liens externes », à la fin de l'article. Ces liens sont à choisir avec parcimonie suivant les règles définies. Si un lien sert de source à l'article, son insertion dans le texte est à faire par les notes de bas de page.
- La présentation des références doit suivre les conventions bibliographiques. Il est recommandé d'utiliser les modèles {{Ouvrage}}, {{Chapitre}}, {{Article}}, {{Lien web}} et/ou {{Bibliographie}}. Le mode d'édition visuel peut mettre en forme automatiquement les références.
- Insérer une infobox (cadre d'informations à droite) n'est pas obligatoire pour parachever la mise en page.

Pour une aide détaillée, merci de consulter Aide:Wikification.
Si vous pensez que ces points ont été résolus, vous pouvez retirer ce bandeau et améliorer la mise en forme d'un autre article.
 (signalé en août 2025).
Si vous disposez d'ouvrages ou d'articles de référence ou si vous connaissez des sites web de qualité traitant du thème abordé ici, merci de compléter l'article en donnant les références utiles à sa vérifiabilité et en les liant à la section « Notes et références ».
- Archive Wikiwix
- Bing
- Cairn
- DuckDuckGo
- E. Universalis
- Gallica
- Google
- G. Books
- G. News
- G. Scholar
- Persée
- Qwant
- (zh) Baidu
- (ru) Yandex
- (wd) trouver des œuvres sur Wikidata

Drapeau de l'État russe.

L'État russe  (en russe : Россійское Государство, romanisé :  Rossiyskoye Gosudarstvo ) était un État antibolchevique de l'Armée blanche proclamé par l'Acte de la Conférence d'État d'Oufa du 23 septembre 1918 (la Constitution du Gouvernement provisoire de toute la Russie ), « Sur la formation du pouvoir suprême de toute la Russie » au nom de la « restauration de l'unité de l'État et de l'indépendance de la Russie » affectée par les événements révolutionnaires de 1917, la Révolution d'Octobre et la signature du traité de Brest-Litovsk avec l'Allemagne.

## Acte de la Conférence d'État d'Oufa

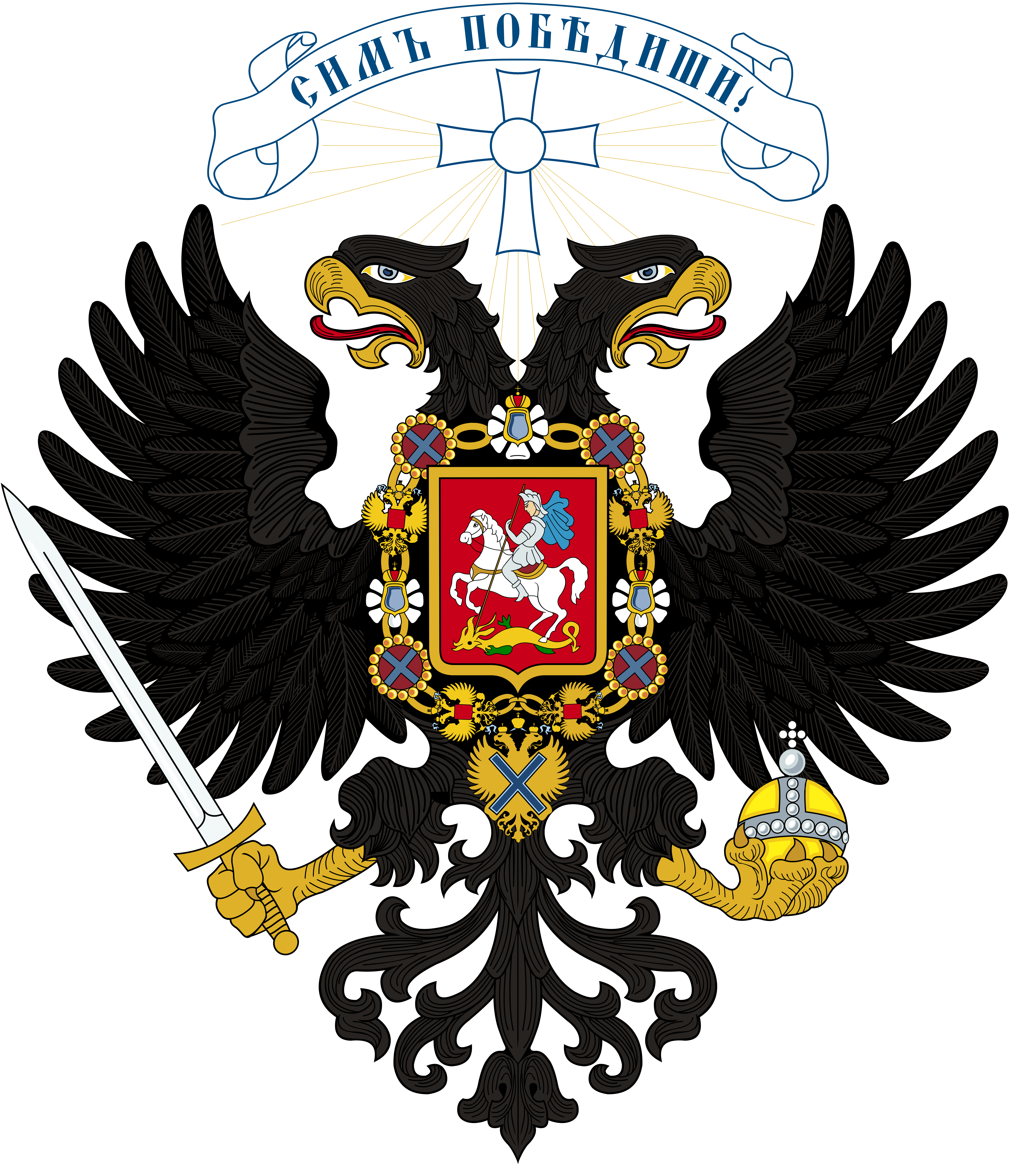
Blason.

Les délégations du Comité des membres de l'Assemblée constituante, du Gouvernement provisoire de Sibérie, du Gouvernement provisoire régional de l'Oural, 
des gouvernements des troupes cosaques, des gouvernements de plusieurs sujets nationaux et étatiques, de plusieurs partis politiques de toute la Russie formèrent le Gouvernement provisoire de toute la Russie (le soi-disant « Directoire d'Oufa »), présidé par Nikolaï Avksentiev. Il fut constaté que le Gouvernement provisoire de toute la Russie « jusqu'à la convocation de l'Assemblée constituante de toute la Russie est le seul détenteur du pouvoir suprême sur tout le territoire de l'État russe ».  La loi prévoyait « le transfert au Gouvernement provisoire de toute la Russie, dès qu'il le demanderait », « de toutes les fonctions du pouvoir suprême ». Ainsi, la souveraineté des sujets régionaux fut abolie, remplacée par une « large autonomie des régions », dont les limites dépendaient entièrement de la « sagesse du Gouvernement provisoire de toute la Russie ».
- Vert foncé : Étendue maximale (janv. 1919)
- Vert clair : Territoires revendiqués

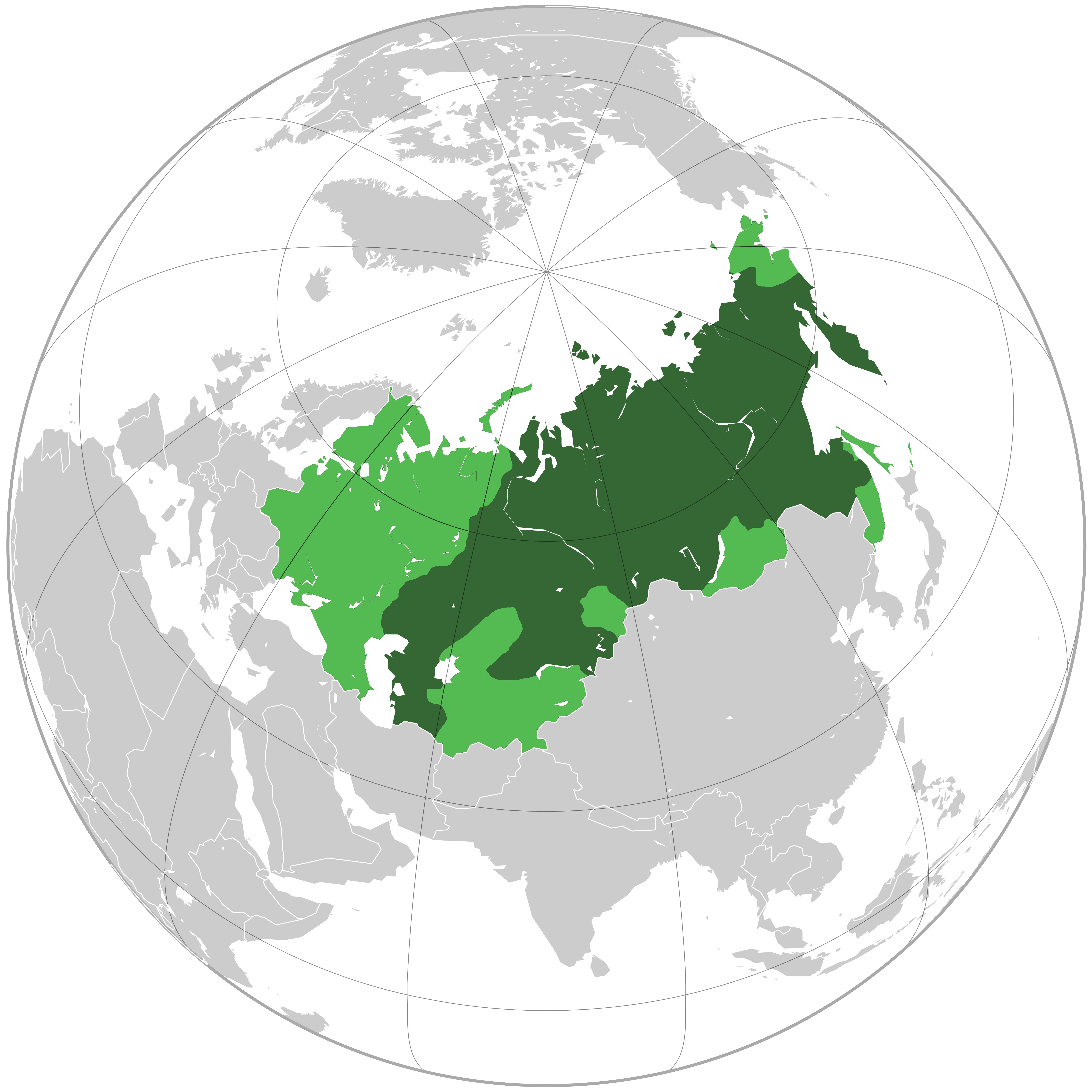

Le gouvernement panrusse a été chargé d'aider à accélérer la convocation de l'Assemblée constituante et de se soumettre ensuite sans condition à elle « en tant que seul pouvoir suprême du pays ».
Les fondements de la structure étatique nationale de la Russie auraient dû découler des principes fédéraux : « l’organisation de la libération de la Russie sur la base de la reconnaissance de ses régions individuelles des droits d’une large autonomie, en raison de leurs caractéristiques géographiques, économiques et ethniques, suggérant la création définitive d’une organisation fédérale sur des principes fédéraux par l’Assemblée constituante plénière… la reconnaissance des minorités nationales qui n’occupent pas de territoire séparé, les droits à l’autodéfinition culturelle et nationale.
En ce qui concerne l’armée russe, la loi parle de la nécessité de « recréer une armée russe forte, prête au combat, unifiée, délivrée en dehors de l’influence des partis politiques » et, en même temps, de « l’inadmissibilité des organisations politiques de militaires et de l’élimination de l’armée de la politique ».

Les tâches suivantes ont été identifiées comme des tâches urgentes pour restaurer l’unité de l’État et l’indépendance de la Russie :   

1. La lutte pour la libération de la Russie du pouvoir soviétique ;
2. La réunification des régions rejetées, déchues et dispersées de la Russie ;
3. La non-reconnaissance du Traité de Brest et de tous les autres traités de caractère international conclus au nom de la Russie et de ses parties séparées après la Révolution de Février, par toute autorité autre que le Gouvernement provisoire russe, et le rétablissement de la force actuelle des relations conventionnelles avec les puissances d'accord ;
4. Poursuite de la guerre contre les Puissances centrales.

## Centralisation de la gestion
Le 9 octobre 1918, le gouvernement provisoire panrusse se déplace d' Oufa à Omsk en raison de l'approche de l' Armée rouge à Oufa.
Le 4 novembre, le Gouvernement provisoire de toute la Russie adressa un appel à tous les gouvernements régionaux pour leur demander de dissoudre immédiatement « tous les gouvernements régionaux et les institutions représentatives régionales sans exception » et de transférer tous les pouvoirs de gestion au Gouvernement de toute la Russie. Le même jour, sur la base des ministères et des administrations centrales du Gouvernement provisoire de Sibérie, fut constitué l’organe exécutif du Directoire – le Conseil des ministres de toute la Russie, présidé par Piotr Vologdsky. Cette centralisation du pouvoir d’État était due avant tout à la nécessité de « recréer la puissance de combat de la patrie, si nécessaire dans la lutte pour la renaissance de la Grande Russie unie », de « créer les conditions nécessaires à l’approvisionnement de l’armée et à l’organisation de l’arrière à l’échelle de toute la Russie ».
Grâce à cela, il a été possible d’obtenir l’abolition de tous les gouvernements régionaux, nationaux et cosaques dans l’est de la Russie et de consolider ainsi les forces de résistance antibolchevique.

## Le coup d'État du 18 novembre
Le 18 novembre 1918, les membres du Directoire qui se trouvaient à Omsk furent arrêtés, le Conseil des ministres annonça qu'ils s'appropriaient les pleins pouvoirs suprêmes et décida ensuite de les transférer à une seule personne, en lui conférant le titre de Guide suprême.  L'amiral Alexandre Koltchak fut élu au scrutin secret parmi les membres du Conseil des ministres à ce poste. L'amiral accepta l'offre et annonça qu'il assumait le rang de commandant suprême. Un nouveau gouvernement russe fut formé, qui entra dans l'histoire sous le nom de gouvernement d'Omsk, ou gouvernement de Koltchak, et qui exista jusqu'au 4 janvier 1920.
Tous les commandants des armées blanches du sud et de l'ouest de la Russie, ainsi que de Sibérie et d'Extrême-Orient, reconnurent le chef suprême de l'amiral Koltchak. Au tournant des mois de mai et juin 1919, les généraux Anton Denikine, Evgueni Miller et Nikolaï Ioudénitch se soumirent volontairement à Alexandre Koltchak et reconnurent officiellement son commandement suprême sur toutes les armées de Russie. Le commandant en chef confirma en même temps les pouvoirs des commandants. Par ordre du chef suprême, Miller et Ioudénitch reçurent le statut de gouverneur général.
À partir de ce moment, les forces armées de la Russie du Sud, l' armée du Nord-Ouest, l' armée du Nord et le front de l'Est agissaient sur les fronts de cette armée unie.
Le nom « Armée russe » a été approuvé comme l'unification de tous les fronts blancs, le statut des commandants de front formellement du commandant en chef a été donné aux commandants des armées du Nord et du Nord-Ouest, les généraux Yudenich et Miller.
Alexandre Koltchak a continué le cours économique et politique du Gouvernement provisoire sibérien  dont l'ancien chef, Piotr Vologodsky, qui est devenu pour le souverain suprême un symbole de la légitimité de son pouvoir, a été maintenu à la tête du Conseil des ministres. Dans les toutes premières déclarations après le « coup d'État du 18 novembre », tant le gouvernement russe, le chef suprême lui-même, que les dirigeants et gouvernements blancs d'autres régions russes qui ont reconnu son autorité, ont confirmé la nécessité de convoquer une Assemblée nationale constituante, qui devait devenir un véritable centre unificateur, sans aucune participation des « radicaux révolutionnaires ». Pour cela, une nouvelle loi électorale a été élaborée.

## Symboles d'État

### Hymne
Le 19 novembre 1918, le Conseil des ministres adopta une résolution, sur proposition du ministre des Affaires étrangères Iouri Kliouchnikov, visant à considérer le plus ancien hymne spirituel de l' Empire russe, « Que notre Seigneur est glorieux en Sion », comme l'hymne national de la Russie. Les règles de l'hymne reprenaient l'ordre de l'hymne « Dieu sauve le tsar ! ».
Blason
En janvier-avril 1919, à Omsk, à l'initiative de la Société des peintres et des amateurs d'art de la steppe, des concours ont été organisés pour créer un nouveau texte de l'hymne national et un nouveau blason d'État. Il a été annoncé que, selon les termes du concours, le blason d'État, « préservant l'image de l'aigle à deux têtes, devrait être composé sous des formes plus artistiques, dans les bases du style russe ancien, et devrait correspondre à la conception moderne de la décoration », et « au lieu des emblèmes supprimés de l'époque tsariste (couronnes, sceptre et pouvoirs), le blason devrait être décoré d'emblèmes caractéristiques du nouvel État renaissant ».
Au cours du concours, 210 versions du texte de l'hymne et 97 projets de l'emblème de l'État ont été proposés. Le candidat le plus susceptible de remporter la compétition était le projet créé par un artiste de Kazan, Gleb Ilyin, un aigle à deux têtes, au-dessus duquel se trouvait une croix avec la devise « En cela, conquérez ! ». Les armoiries régionales de l'Empire russe ont été retirées des ailes de l'aigle, mais les armes de Moscou avec Saint Georges ont été conservées, les couronnes ont également été supprimées et le sceptre a été remplacé par l'épée. Bien qu'aucun des projets d'armoiries soumis n'ait été finalement approuvé par le jury, la proposition de Gleb Ilyin a souvent été représentée sur des timbres de papeterie, sur les pages de la presse sibérienne et a été utilisée sur les billets de banque.
Le 9 mai 1919, le décret du Conseil des ministres du gouvernement russe a approuvé le symbolisme du Guide suprême : un drapeau et un fanion avec un aigle à deux têtes, mais sans signes d'autorité « impériale ».

### Récompenses d'État
[ modifier ]
Parallèlement au concours pour un nouvel hymne et un nouvel emblème, un concours pour de nouveaux ordres d'État a été organisé : « Renaissance de la Russie » et « Libération de la Sibérie ». Les projets présentés pour l'Ordre de la Renaissance de la Russie n'ont pas reçu l'approbation du jury. Seul le projet de l'Ordre de la Libération de la Sibérie, approuvé par le même Gleb Ilyin, a été approuvé.
La principale raison de l’absence de résultats au concours a été considérée comme l’« inopportunité idéologique » de tels événements. Comme l’a rappelé l’écrivain Sergei Auslender, membre du jury : « Le contenu principal de la grande majorité des projets était l’idée de « La Russie en marche », qui, bien sûr, ne correspondait pas à la tâche assignée – créer le symbolisme souverain de l’État russe renouvelé ». Le jury a également exprimé des doutes sur l’absence de symbolisme monarchique dans les projets soumis, ce qui allait à l’encontre du principe de « non-déni » proclamé par le gouvernement blanc.

## Structure étatique et politique
[ modifier ]
L'État était constitué de trois parties distinctes, seuls les gouvernements d'Omsk et d'Arkhangelsk ont pu, pendant un certain temps, relier leurs territoires.
Les lois votées à Omsk sont devenues obligatoires pour tous les territoires de l’État russe.
Le gouvernement d'Omsk a fourni une aide financière au Sud. Pour faire face au problème du manque de pain, le gouvernement du Nord de Miller a effectué des achats en Sibérie.
La structure du gouvernement était constituée d'organismes gouvernementaux temporaires dont le mandat était limité à la durée de la guerre et au rétablissement de l'ordre dans le pays.

### Gouvernement
[ modifier ]
Article principal : Gouvernement russe (1918-1919)
Le Guide suprême était le seul chef de l'État, doté de tous les pouvoirs législatifs, exécutifs et judiciaires suprêmes.  Selon sa position, il était le commandant suprême de toutes les forces armées terrestres et navales de Russie. La seule personne à occuper ce poste était l'amiral Alexandre Koltchak. Le 4 janvier 1920, il signa son dernier décret, dans lequel il annonçait son intention de transférer les pouvoirs du « pouvoir suprême de toute la Russie » à Anton Denikine. En attendant de recevoir les instructions d'Anton Denikine, « la pleine autorité militaire et civile sur toute la frange orientale de la Russie » fut accordée au lieutenant-général Grigori Semionov. Anton Denikine n'occupa pas officiellement ce poste, bien qu'il l'ait effectivement exercé.

## Politique extérieure
En politique étrangère, Alexandre Koltchak a toujours maintenu son orientation sur les anciens alliés de la Russie pendant la Première Guerre mondiale. En tant que souverain suprême et successeur des gouvernements russes d'avant octobre (tsariste et intérimaire), il a reconnu dans une déclaration du 21 novembre 1918 leurs dettes extérieures et autres obligations contractuelles (à la fin de 1917, la dette extérieure de la Russie dépassait 12 milliards de roubles).
Le principal représentant des gouvernements blancs à l'étranger était l'ancien ministre des Affaires étrangères du tsar, un diplomate expérimenté, Sergueï Sazonov, qui se trouvait à Paris. Toutes les ambassades russes à l'étranger, qui dataient de la période prérévolutionnaire, lui étaient soumises, conservant leur appareil, leurs biens et leurs fonctions.
L'État russe n'était reconnu de jure sur le plan international que par un seul État : le Royaume des Serbes, Croates et Slovènes. Fin juin 1919, le chargé d'affaires du ministère yougoslave des Affaires étrangères Jovan Milanković arriva à Omsk. Vasily Strandman fut nommé ambassadeur à Belgrade.
L'État russe fut reconnu de facto par les pays de l' Entente et les pays issus de l'effondrement des empires européens : la Tchécoslovaquie, la Finlande, la Pologne et les États limitrophes baltes.
La déclaration du gouvernement de toute la Russie du 7 décembre 1918 sur la fin de la guerre mondiale exprimait l'espoir de voir la Russie participer à la conférence de paix de Paris. Le gouvernement créa une commission spéciale au ministère des Affaires étrangères pour préparer une conférence de paix dans l'espoir que la Russie serait représentée à Versailles comme un grand pays qui a subi d'énormes pertes et qui a tenu pendant trois ans un deuxième front, sans lequel la victoire finale des Alliés aurait été impossible. Cela fut assuré par la Russie, en particulier par le chef de la mission militaire française, le général Maurice Janine, qui s'exprima à son arrivée à Vladivostok en novembre 1918. On partait du principe que si avant la convocation de la conférence le nouveau gouvernement de la Russie n'était pas légalement reconnu par les Alliés, alors n'importe lequel des diplomates de l'ancienne Russie représenterait ses intérêts en accord avec les gouvernements blancs. Cependant, la position des Alliés sur cette question changea bientôt. L'argument décisif fut l'absence d'un gouvernement légalement reconnu de toute la Russie.
En conséquence, la conférence a décidé de reporter l'examen de la question de la Russie, de son statut international et de ses frontières jusqu'à la fin de la guerre civile, lorsqu'un gouvernement unique sera établi sur tout son territoire, puis de convoquer une conférence internationale spéciale sur toutes les questions qui s'y rapportent.
En janvier 1919, le président américain Woodrow Wilson et le premier ministre britannique David Lloyd George lancèrent une initiative visant à convoquer une conférence internationale spéciale sur la question russe aux Îles des Princes, à laquelle étaient invités des représentants des deux camps opposés : les bolcheviks et les blancs. Le gouvernement soviétique répondit favorablement à cette proposition. Chez les blancs, cependant, la proposition des Alliés de négocier avec les bolcheviks provoqua une vague d'indignation. Koltchak et Dénikine refusèrent d'envoyer leurs représentants aux Îles des Princes.